# Santana (Figueira da Foz)
Santana ist ein Ort und eine ehemalige Gemeinde in Portugal.

## Geografie
Ganz im Osten des Kreises Figueira gelegen, ist das Gebiet der Gemeinde Santana vor allem durch die weiten, sich bis zum Mondego erstreckenden Reisfelder und einige Landschaftserhebungen und Waldgebiete bestimmt.

## Geschichte
Eine menschliche Besiedlung lässt sich bis zurück zur Eisenzeit belegen, auch die Phönizier hinterließen Spuren. Der heutige Ort Santana ist seit dem 18. Jahrhundert belegt, während das weitläufige Landgut Quinta da Foja im heutigen Gemeindegebiet bereits seit 1185 durch Angehörige des Klosters Santa Cruz in Coimbra bewirtschaftet wurde. Im Zuge der Auflösung aller kirchlicher Orden und der Verstaatlichung ihres Besitzes nach der Liberalen Revolution 1822 wurde das Gut 1834 nach dem Miguelistenkrieg Staatsbesitz und ist seit seiner Versteigerung 1838 in Privatbesitz.
1988 wurde das Gebiet aus der Gemeinde Ferreira-a-Nova herausgelöst und eigenständiges Verwaltungsgebiet. Im Zusammenhang mit der Neuordnung der Verwaltungsgliederung Portugals wurde die Gemeinde Santana 2013 wieder aufgelöst und erneut der Gemeinde Ferreira-a-Nova angegliedert.

## Kultur und Sehenswürdigkeiten
Die Sociedade Musical Recreativa Instrutiva Santanense wurde 1894 gegründet und ist ein wichtiger Faktor im kulturellen Leben in der früheren Gemeinde, insbesondere mit seinem Filarmónica de Santana genannten Orchester und der angeschlossenen Musikschule. Der Verein hat etwa 200 Mitglieder und ist auch Partner der Freizeitorganisation Inatel bei Orchester-Veranstaltungen in Figueira.  Mit dem Volkstanz-Verein Associação Rosas de Maio und dem Jugendclub A.J.A.A.R. sind im Ort weitere Vereine kulturell aktiv.
Am Platz in der Ortsmitte von Santana, am Largo de Santa Ana, steht die kleine Kirche Capela de Santa Ana. Über ihrem Portal ist mit der Inschrift „1896“ das Jahr des letzten Umbaus genannt. Sie wurde ursprünglich 1646 errichtet, und 1766 erweitert. Sehenswert ist eine Skulptur der heiligen Anna aus dem 17. Jahrhundert. Alljährlich in der ersten Augustwoche findet zu Ehren der Heiligen Ana das Gemeindefest statt.
Neben der Quinta da Foja, in der inzwischen u. a. auch ein Wellnesshotel betrieben wird, ist die archäologische Ausgrabungsstätte Santa Olaia das zweite denkmalgeschützte Objekt Santanas. Auf einem Hügel an der A14 nahe dem Ort Monte de Ferrestelo gelegen, sind hier Überreste einer menschlichen Siedlung zu sehen, die bis auf die Zeiten der Eisenzeit zurückgehen. Auch die Kapelle Capela de Santa Eulália befindet sich auf dem Hügel, von dem man einen weiten Ausblick über die Reisfelder und die bewaldeten Hügel der Umgebung hat. Alljährlich zum 24. Juli findet eine Prozession zur Kapelle statt.
Die Mata Nacional de Foja ist ein Waldgebiet von 372,56 ha, nahe dem Ort Foja, das mit seinem Bestand vor allem an Kiefern, Korkeichen und Eukalypten als geschützter Wald von der Naturschutzbehörde ICNF (Instituto de Conservação da Natureza e da Floresta) ausgewiesen ist.

## Verwaltung
Santana war Sitz einer gleichnamigen Gemeinde (Freguesia) im Kreis (Concelho) von Figueira da Foz, im Distrikt Coimbra. Am 30. Juni 2011 hatte die Gemeinde 1058 Einwohner auf einer Fläche von 15,1 km².
Im Zuge der kommunalen Neuordnung Portugals 2013 wurde die Gemeinde Santana aufgelöst und der Gemeinde Ferreira-a-Nova angegliedert.
Drei Ortschaften liegen in der ehemaligen Gemeinde Santana:

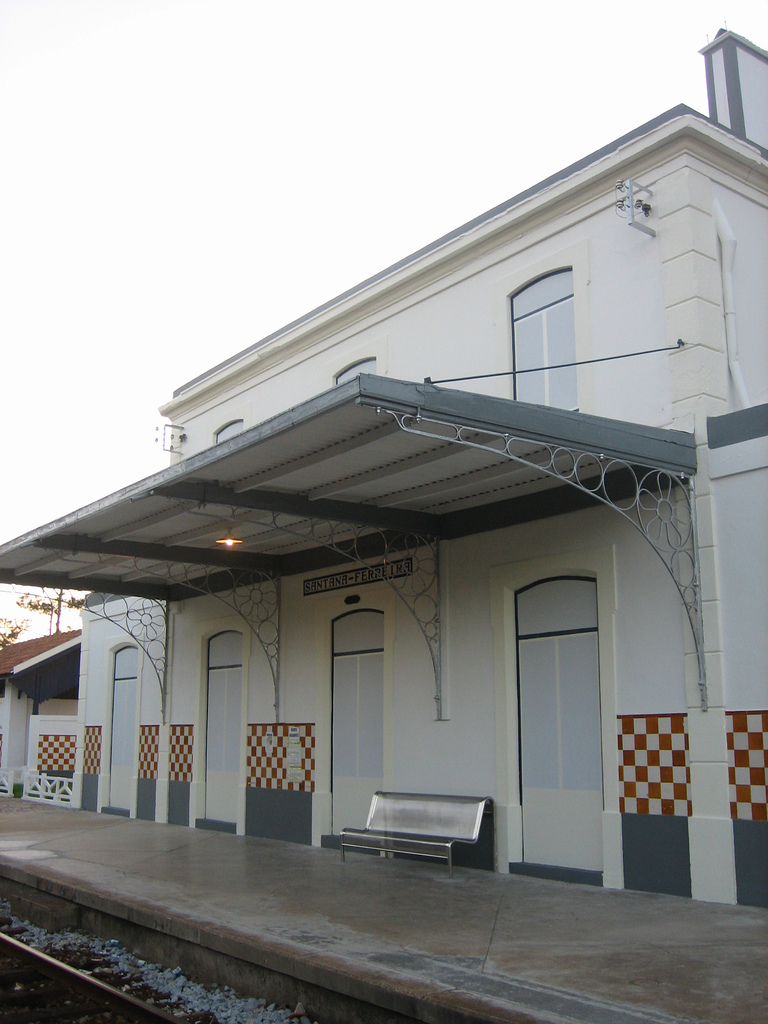
Der Bahnhof Santana -Ferreira

- Santana
- Foja
- Monte de Ferrestelo

## Verkehr
Die Gemeinde ist über die Autobahn A14 (Ausfahrt Montemor-o-Novo/Este) und die A17 (Ausfahrt Quiaios) zu erreichen, ebenso über die Fernstraße IC1 (Nationalstraße 109).
Bis zur Aussetzung des Ramal da Figueira da Foz 2009 hatte die ehemalige Gemeinde durch ihren gemeinsamen Bahnhof mit Ferreira-a-Nova einen Eisenbahnanschluss. Der Abschluss der Erneuerungsarbeiten und die Wiedereröffnung der Strecke sind angesichts der Finanzkrise des Landes bis auf Weiteres aufgeschoben.

## Wirtschaft
Landwirtschaft spielt nur noch eine untergeordnete Rolle. In der früheren Gemeinde schaffen Verwaltung, Handel, Kinderbetreuung und Altenpflege einige Arbeitsmöglichkeiten. Der überwiegende Bevölkerungsteil findet Beschäftigung in Betrieben des Handels und der Industrie im Kreis Figueira.
In Santana ist mit einer Investition von insgesamt annähernd 2 Millionen Euro 2006 ein Klärwerk (ETAR) errichtet worden, als Teil der Wasserversorgungssysteme Santanas und seiner Nachbargemeinden.